# 高橋修 (歴史学者)
高橋 修（たかはし おさむ、1964年8月1日 - ）は、日本の日本史学者。茨城大学教授。

## 略歴
埼玉県熊谷市生まれ。1987年立命館大学文学部卒。1990年神戸大学大学院博士後期課程文化学研究科地域文化論中退、2000年「中世武士団と地域社会」で文学博士の学位を取得。1990年和歌山県立博物館学芸員、2001年茨城大学助教授、2007年准教授、教授。

## 著書
- 『中世武士団と地域社会』清文堂出版　2000
- 『図説　戦国合戦図屏風』監修・文　学研　2002
- 『【異説】もう一つの川中島合戦　紀州本「川中島合戦図屏風」の発見』洋泉社　新書y、2007
- 『熊谷直実 中世武士の生き方』吉川弘文館 歴史文化ライブラリー 2014
- 『信仰の中世武士団　湯浅一族と明恵』吉川弘文館、2016年
- 『戦国合戦図屛風の歴史学』勉誠出版 2021年

### 編著
- 『熊野水軍のさと 紀州安宅氏・小山氏の遺産』編 清文堂出版 2009
- 『実像の中世武士団　北関東のもののふたち』編 高志書院　2010
- 『シリーズ・中世関東武士の研究 第16巻 常陸平氏』編著　戎光祥出版　2015
- 『佐竹一族の中世』編 高志書院 2017